# Tre Valli Varesine 2017
Die 97. Tre Valli Varesine 2017 war ein italienisches Straßenradrennen mit Start in Saronno und Ziel in Varese nach 192,9 km. Es fand am Dienstag, den 3. Oktober 2017, statt. Zudem war es Teil der UCI Europe Tour 2017 und dort in der Kategorie 1.HC eingestuft.
Sieger im Vierersprint wurde der Franzose Alexandre Geniez von AG2R La Mondiale vor seinem Landsmann Thibaut Pinot von FDJ.

## Teilnehmende Mannschaften
| WorldTeams (13)- FDJ - Sky - Astana - Bora-Hansgrohe - Trek-Segafredo - Dimension Data - Movistar Team - AG2R La Mondiale - UAE Team Emirates - Cannondale-Drapac - Orica-Scott - Bahrain-Merida - Team Sunweb Professional Continental Teams (7)- Androni Giocattoli - Bardiani CSF - Wilier Triestina-Selle Italia - Nippo-Vini Fantini - Caja Rural-Seguros RGA - Israel Cycling Academy - Gazprom-RusVelo Continental Teams (4)- Sangemini-MG.Kvis - Unieuro Trevigiani-Hemus 1896 - D'Amico-Utensilnord - Amore & Vita-Selle SMP-Fondriest |
| |

## Strecke
Der Start erfolgte in Saronno und die ersten 55 Kilometer liefern flach dahin. Danach folgten nach Orino und nach Motta Rosa. nach 77 Kilometern erreicht man erstmals das Ziel in Varese. Dann mussten noch neun Runden à 12,8 Kilometer um Varese bezwungen. Die Runde beinhaltete zwei Anstiege.

## Rennverlauf
Zu Beginn des Rennens setzte sich eine sechsköpfige Gruppe um Daniel Turek (Tschechien/Israel Cycling Academy) und Diego Rubio (Spanien/Caja Rural) ab. Die Gruppe konnte sich maximal sechs Vorsprung herausfahren. 40 Kilometer vor dem Ziel, der Vorsprung der Spitzengruppe war nur noch etwa 60 Sekunden groß, griff Pierre-Roger Latour (Frankreich/AG2R) mit zwei weiteren Fahrern an aus dem Feld und schloss die die Lücke nach vorn. Damit waren an der Spitze wieder sechs Fahrer vertreten, nachdem drei Fahrer aus der ehemaligen Spitzengruppe zurückgefallen waren. 30 Kilometer vor dem Ziel attackierte Paweł Poljański (Polen/Bora) mit ebenfalls zwei weiteren Fahrern, u. a. Carlos Verona (Spanien/Orica) aus dem Peloton heraus an. Das Trio konnte auch die Lücke nach vorn schließen. 16 Kilometer vor dem Ziel griff Verona aus der Fluchtgruppe heraus an und konnte sich absetzen. Etwa neun Kilometer vor dem Ziel waren alle Ausreißer eingeholt.
An der letzten Steigung des Tages, etwa 2,5 Kilometer vor dem Ziel, setzten sich Vincenzo Nibali (Italien/Bahrain-Merida) und Thibaut Pinot ab. Hinter den beiden gab es eine größere Gruppe, von der aus Alexandre Geniez (Frankreich/AG2R) und Diego Ulissi (Italien/UAE Team Emirates) angriffen und etwa 500 Meter vor dem Ziel den Abstand zu Pinot und Nibali schlossen. So kam es zu einem Vierersprint. Diesen gewann Geniez vor Pinot und Nibali.
Überschattet wurde das Rennen von einem Sturz von dem Schweizer Sébastien Reichenbach (FDJ). Reichenbachs Team FDJ gab via soziale Medien bekannt, dass Reichenbach von dem Italiener Gianni Moscon (Italien/Sky), der am Ende Siebter wurde, vom Rad gestoßen worden zu sein. Moscon soll sich angeblich Revanche wegen des Vorfalls bei der Tour de Romandie 2017 genommen haben, wo Reichenbach veröffentlichte, dass Moscon Kévin Réza (FDJ) rassistisch beleidigt hat. Reichenbach brach sich einen Ellenbogen und musste operiert werden. Zudem erstattete er bei der italienischen Polizei Anzeige gegen Moscon.

## Rennergebnis
| #      | Fahrer           | Team                                        | Zeit       |
| ------ | ---------------- | ------------------------------------------- | ---------- |
| Sieger | Alexandre Geniez | AG2R La Mondiale                            | 4h 49' 08" |
| 2.     | Thibaut Pinot    | FDJ                                         | gl. Zeit   |
| 3.     | Vincenzo Nibali  | Bahrain-Merida                              | gl. Zeit   |
| 4.     | Diego Ulissi     | UAE Team Emirates                           | gl. Zeit   |
| 5.     | Davide Villella  | Cannondale Drapac Professional Cycling Team | +0' 07"    |
| 6.     | Sam Oomen        | Team Sunweb                                 | gl. Zeit   |
| 7.     | Gianni Moscon    | Team Sky                                    | gl. Zeit   |
| 8.     | Fabio Aru        | Astana Pro Team                             | gl. Zeit   |
| 9.     | Daniel Martínez  | Wilier Triestina-Selle Italia               | +0' 17"    |
| 10.    | Michael Albasini | Orica-Scott                                 | +0' 18"    |